# Contournement ferroviaire de l'agglomération lyonnaise
 (juin 2013).
Si vous disposez d'ouvrages ou d'articles de référence ou si vous connaissez des sites web de qualité traitant du thème abordé ici, merci de compléter l'article en donnant les références utiles à sa vérifiabilité et en les liant à la section « Notes et références ».
 (février 2018).
Le contournement ferroviaire de l’agglomération lyonnaise (CFAL) est un projet de ligne nouvelle porté par RFF visant à contourner l'agglomération lyonnaise. Initialement affectée au fret, cette nouvelle infrastructure permettra d'éviter la plupart des circulations de trains de marchandises à travers la gare de Lyon-Part-Dieu. Elle pourra également servir au transport de voyageurs.

## Les fonctionnalités
La fonction première du CFAL est de permettre le report modal en offrant un itinéraire fret performant à travers le nœud ferroviaire lyonnais. Par ailleurs, une fonction voyageur a été ajoutée au projet par décision ministérielle avec notamment le renforcement de la desserte de l'aéroport Saint-Exupéry.
Les objectifs du contournement sont :
- Offrir un itinéraire fret à qualité garantie pour la traversée (ou le contournement) de l’aire lyonnaise.
- Contribuer au développement des services voyageurs, notamment en TER, en améliorant la capacité en gare de Part Dieu[1].
- Participer au renforcement des liaisons entre les principales villes de Rhône-Alpes et l'aéroport Saint-Exupéry[1].
- Améliorer les dessertes des sites ferroviaires existants et des zones logistiques.
- Et surtout décharger les gares centrales de Lyon[1].

## Chronologie du projet
Projet de grande ampleur, le CFAL doit passer par un processus de concertation avant sa réalisation. Il a fait l’objet d’un débat public en 2001, conjoint avec celui du contournement ouest de Lyon (COL), dont le bilan a été publié le 25 mars 2002 par la Commission nationale du débat public. Le projet fut alors divisé en deux parties, nord et sud.
Le 16 mai 2003, le cahier des charges du projet fut approuvé par décision ministérielle et les études préliminaires des fuseaux de passage de la partie nord du projet furent engagées. Pour la partie sud, RFF a proposé, dans un premier temps, les contours d'un périmètre d’étude compris entre la ligne Lyon-Chambéry et les deux lignes existantes de la vallée du Rhône.
De mai à juillet 2005, le Préfet de Rhône-Alpes a conduit une consultation locale sur les fuseaux de passage de la partie nord auprès des élus, des organismes consulaires et des associations. Le 26 décembre 2005, sur la base des avis recueillis, Dominique Perben, ministre des Transports, a retenu le fuseau A en jumelage avec les infrastructures routières et ferroviaires existantes pour la partie nord du tracé, et confirmé les limites du périmètre d’étude pour la recherche des fuseaux.
Les études d’avant projet sommaire de définition d’un tracé au sein du fuseau se poursuivent sur la partie nord du projet et les études préliminaires de recherche de fuseaux de passage pour la partie sud sont en cours.
C'est le 28 novembre 2012 que la section nord du projet obtient sa déclaration d'utilité publique, dans laquelle il est dit urgent que les travaux soient engagés afin de décharger le nœud lyonnais.
Cependant le projet ne fut plus à l'ordre du jour pendant une dizaine d'années, jusqu'à ce que la ville de Lyon, son agglomération et son département expriment de nouveau en 2021 leur souhait de voir le projet se réaliser.

## Les territoires concernés
Dans le cadre de la magistrale éco-fret, le CFAL sera relié au nord à la future branche sud de la LGV Rhin-Rhône et rejoindra la ligne classique au sud de Lyon. Le tracé concerne les départements de l’Ain, du Rhône, de l’Isère, de la Drôme et, à moindre échelle, de l’Ardèche.
Pour la partie nord, le fuseau A, retenu par le ministre, est en quasi-totalité jumelé aux infrastructures existantes. Il emprunte la section commune au niveau d'Ambérieu-en-Bugey et longe l'A42 jusqu'au secteur de Dagneux. Sur cette portion, le tracé reste fortement contesté par les riverains, regroupés au sein d'une association de défense : l'A3CFAL, et d'un grand nombre d'élus du département de l'Ain (secteur de la Côtière notamment). Le fuseau A proposé en son temps par Dominique Perben, en sa qualité d'élu lyonnais, et le Conseil régional présidé par Jean-Jack Queyranne, n'est toujours pas définitivement approuvé, ceci même si lors du conseil des ministres du 16 septembre 2009, le principe de la réalisation de ce tronçon nord a été évoqué. Le tracé se dirige ensuite vers le sud pour rejoindre l'A432 et la LGV Méditerranée. Après avoir desservi l'aéroport Saint-Exupéry, la ligne nouvelle débouche sur le réseau existant à hauteur de Grenay.
Pour la partie sud du projet et après avoir éliminé trois des sept tracés à l'étude lors du comité de pilotage de mars 2009 (fuseau Sevenne, Véga, Amballan), le secrétaire d'État au transports Dominique Bussereau a choisi, par décision ministérielle du 15 avril 2009, de retenir le fuseau Plaine d'Heyrieux /Sibelin Nord pour la partie sud du CFAL.

## Les acteurs du projet
Un comité de pilotage présidé par le Préfet de région réunit les élus, les représentants politiques et les associations concernés par le projet.

## Caractéristiques techniques
Pour la partie nord, il est prévu :
- Une ligne nouvelle mixte à deux voies d'environ 48 km de long[1] permettant la circulation des trains fret à 120 km/h et des trains voyageurs à 220 km/h ;
- Des infrastructures permettant la desserte voyageurs de la Gare Saint-Exupéry ;
- Deux raccordements avec la liaison nouvelle transalpine[1].

Pour la partie sud, les études suivantes ont été réalisées :
- Les études préliminaires de recherche de fuseaux de passage entre Grenay et la vallée du Rhône[1], qui serait long d'environ 21 km. Ceci consiste à conjuguer les études techniques d’éventuels tracés - en fonction des pentes et des courbes acceptables par un train - avec les contraintes humaines, environnementales et agricoles recensées sur un territoire de plus de 100 communes ;
- Les études de capacités des lignes existantes pour savoir à quel horizon cette nouvelle infrastructure devient indispensable ;
- Les critères de fonctionnalités du projet ont permis d'aboutir au choix du fuseau Plaine d'Heyrieux-Sibelin Nord.

## Estimations financières
Estimation tracé A (partie nord CFAL) : 1,504 milliard d'€ (valeur 2007)
Estimation fuseau Plaine d'Heyrieux-Sibelin Nord (partie sud CFAL) : 1,4 milliard d'€ (valeur 2007)